# Kościelcowa Grzęda

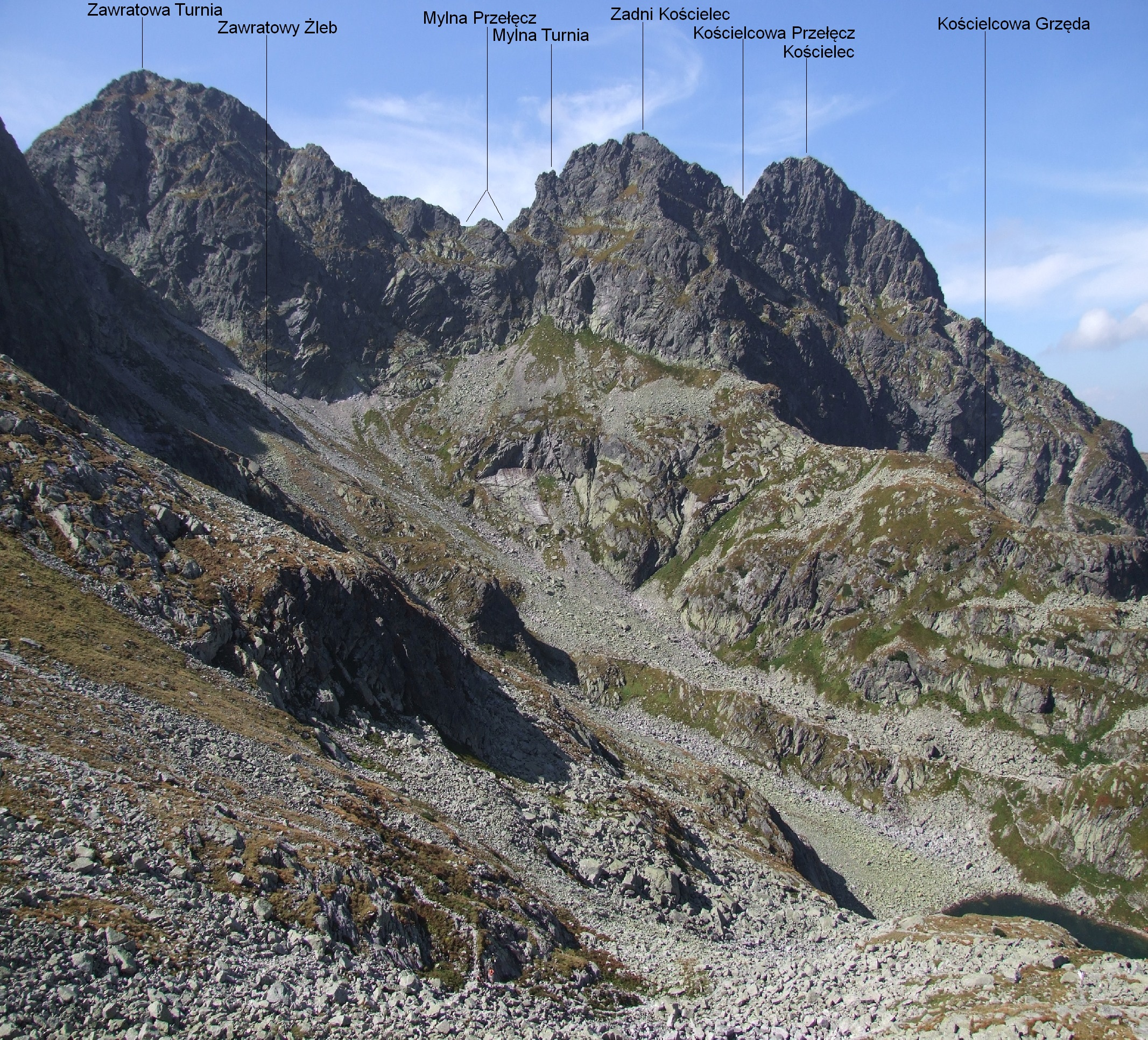
Widok z Orlej Perci

Kościelcowa Grzęda (niem. Kapellenrücken, słow. Koščielcový chrbát, węg. Kápolna-hát, Kościelec-hát) – grzęda Zadniego Kościelca w polskich Tatrach Wysokich. Nosi też nazwę Kościelcowe Kopki. Opada od wierzchołka Zadniego Kościelca, początkowo we wschodnim, a potem w północno-wschodnim kierunku, do żlebu Mały Zawrat, oddzielając Kocioł Zmarzłego Stawu Gąsienicowego od Kościelcowego Kotła. W jej dolnej części znajduje się skała Czarna Wanta, w górnej Komin Drewnowskiego. Grzęda jest skalista, miejscami tylko trawiasta.
Dolną częścią Kościeliskiej Grzędy (ponad Małym Zawratem) prowadzi niebieski szlak turystyczny na Zawrat. Górną częścią (wschodnim żebrem Zadniego Zawratu) biegnie jedna z najbardziej popularnych dróg wspinaczkowych, tzw. „setka”. Jej nazwa pochodzi od tego, że w przewodniku taternickim W. H. Paryskiego ma nr 100. Oprócz niej w Kościelcowej Grzędzie jest jeszcze kilka innych dróg wspinaczkowych.

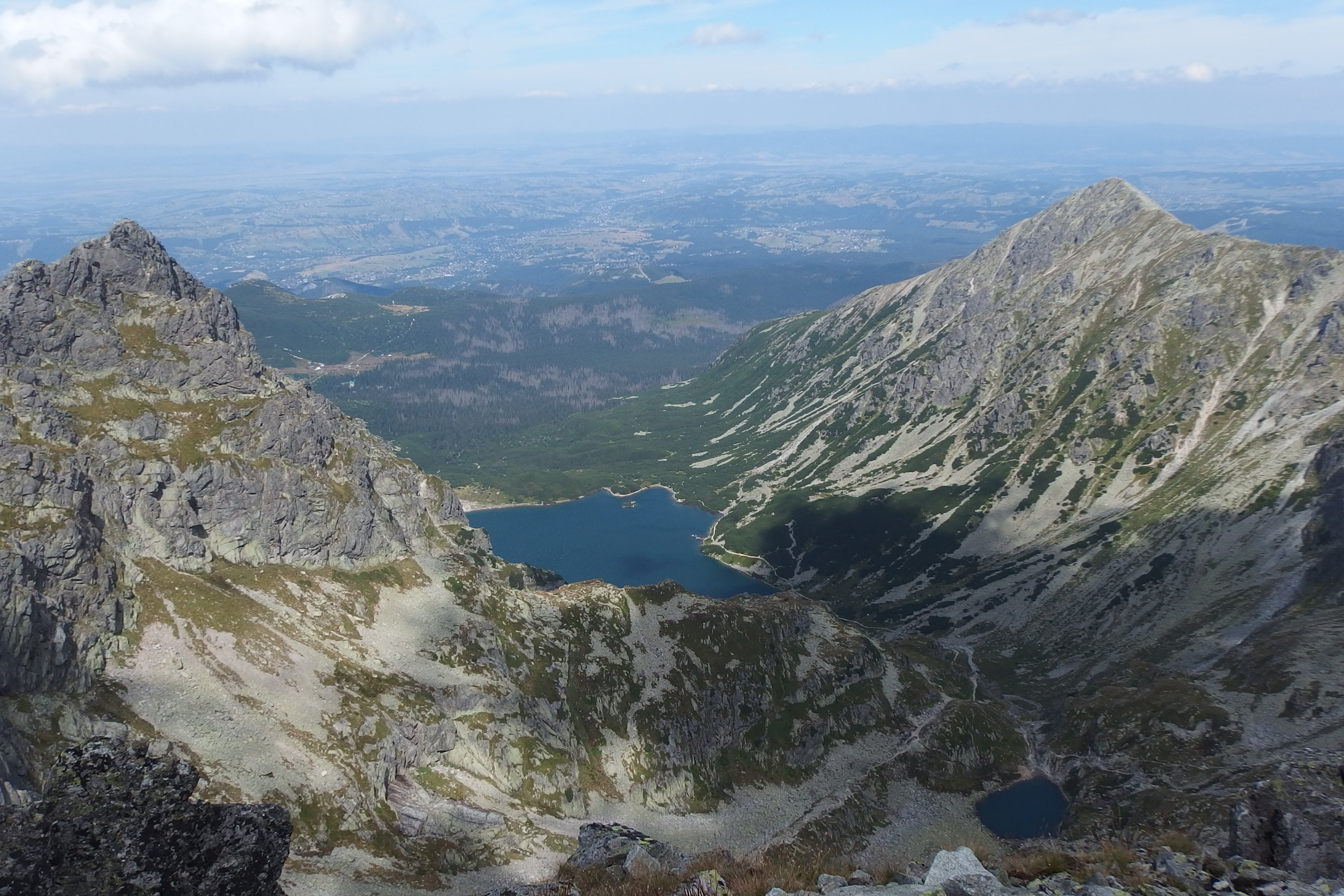
Po lewej stronie Zadni Kościelec z Kościelcową Grzędą